# Mam na twarzy krew i tym razem nie jest sztuczna
Mam na twarzy krew i tym razem nie jest sztuczna – singel polskich raperów Chivasa i White’a 2115, promujący album studyjny, zatytułowany Nauczyłem się przeklinać. Singel został wydany 29 grudnia 2020.
Nagranie otrzymało w Polsce status potrójnej platynowej płyty.

## Geneza utworu i historia wydania
Utwór napisali i skomponowali Krystian Gierakowski oraz Sebastian Czekaj.
Singel ukazał się w formacie digital download 29 grudnia 2020 w Polsce za pośrednictwem wytwórni płytowej GUGU w dystrybucji Universal Music Polska. Kompozycja została umieszczona na debiutanckim albumie studyjnym Chivasa – Nauczyłem się przeklinać.

## Teledysk
Do utworu powstał teledysk, który udostępniono w dniu premiery singla za pośrednictwem serwisu YouTube.

## Lista utworów
- Digital download[6]

1. „Mam na twarzy krew i tym razem nie jest sztuczna” – 2:42

## Certyfikaty
| Kraj          | Certyfikat         |
| ------------- | ------------------ |
| Polska (ZPAV) | 3x platynowa płyta |